# Jeunesse Club d’Abidjan
Jeunesse Club d’Abidjan Treichville, oft mit JC Abidjan abgekürzt, ist ein ivorischer Fußballverein aus Abidjan.

## Geschichte
Der Verein wurde 1933 gegründet. Zu Beginn hatte das Tem trotz starker Einzelspieler Probleme im Mannschaftsspiel, konnte sich aber verbessern, war 1938 Finalist der Coupe Darre und 1942 Sieger des Stadtpokals von Abidjan. In der Folge wurde JC dominierende Kraft in der Kolonie Elfenbeinküste. 1948 qualifizierte sich der Verein über die Zone Süd für das Finale der Coupe d’AOF gegen Foyer France Sénégal aus Dakar. Das Spiel verlor JC am 9. Mai 1948 in Abidjan mit 0:4.
Der größte Erfolg von JC Abidjan war der Gewinn des ivorischen Pokals im Jahr 1963. Der Verein spielt zurzeit in der ersten ivorischen Liga. Seine Heimspiele trägt der in den Vereinsfarben rot und weiß auflaufende Klub im Stade Robert-Champroux aus, das 20.000 Zuschauern Platz bietet.

## Erfolge
- Ivorischer Vizemeister: 2002, 2010
- Ivorischer Pokalsieger: 1963

## Bekannte Spieler
- Dramane Kamaté
- Raoul Kouakou

## Frauenfußball
Die Frauenfußballmannschaft spielt unter dem Kürzel JCA Treichville und feierte 1996/1997 mit dem Vize-Meister Titel der Super-Division, der höchsten ivorischen Frauenliga, ihren größten Erfolg.